# Linognathus
Linognathus ist eine Gattung der Tierläuse, die als Ektoparasiten Wiederkäuer und Hunde befallen. Die Vertreter haben weder Augen noch Augenhöcker. Das zweite und dritte Beinpaar sind kräftiger als das erste und enden jeweils in einer kräftigen Kralle. Die Sternalplatte ist gering entwickelt oder fehlt.

## Arten
Die Gattung enthält etwa 60 Arten. Die Artdifferenzierung gelingt häufig schon anhand des Wirtes und der Lokalisation auf dem Wirt. Tiermedizinisch von Bedeutung sind:
- Linognathus africanus: Ziegen, selten Schafe, im Gesicht
- Linognathus ovillus (Langnasige Schaflaus): Schafe, im Gesicht
- Linognathus pedalis: Schafe, an Bauch, Hodensack und Beinen
- Linognathus setosus: Hunde, Goldschakal, Kojote, Polarfuchs, Rotfuchs, Rüppellfuchs, Schabrackenschakal, vor allem am Kopf
- Linognathus stenopsis: Ziegen, Gämsen an Kopf, Hals und Körper
- Linognathus vituli (Langnasige Rinderlaus): Rinder, an Kopf, Hals und Wamme

Weitere Vertreter sind:
- Linognathus aepycerus, Wirt Schwarzfersenantilope
- Linognathus angasi, Wirt Nyala
- Linognathus angulatus, Wirt Schwarzstirnducker
- Linognathus antennatus, Wirt Nordafrikanische Kuhantilope
- Linognathus antidorcitis, Wirt Kap-Springbock
- Linognathus armatus, Wirt Kap-Springbock
- Linognathus bedfordi, Wirt Kap-Springbock
- Linognathus bhatii, Wirt Bengalfuchs
- Linognathus breviceps, Wirte Blauducker, Kronenducker, Maxwell-Ducker, Rotducker
- Linognathus brevicornis, Wirt Nord-Giraffe
- Linognathus cervicaprae, Wirt Hirschziegenantilope
- Linognathus contractus, Wirt Südliches Oribi
- Linognathus damaliscus, Wirt Buntbock
- Linognathus damarensis, Wirt Kirk-Dikdik
- Linognathus digitalis, Wirt Kap-Springbock
- Linognathus elblae, Wirt Abbott-Ducker
- Linognathus euchore, Wirt Kap-Springbock
- Linognathus fahrenholzi, Wirte Bergriedbock, Großriedbock, Riedbock
- Linognathus fenneci, Wirt Fennek
- Linognathus fractus, Wirt Senegal-Schirrantilope
- Linognathus geigyi, Wirte Kirk-Dikdik, Eritrea-Dikdik
- Linognathus gnu, Wirt Weißschwanzgnu
- Linognathus gonolobatus, Wirt Pferdeantilope
- Linognathus gorgonus, Wirt Streifengnu
- Linognathus hippotragi, Wirt Rappenantilope
- Linognathus kimi, Wirte Kap-Greisbock, Sharpe-Greisbock
- Linognathus lewisi, Wirte Dorkasgazelle, Thomson-Gazelle
- Linognathus limnotragi, Wirte Senegal-Schirrantilope, Sitatunga
- Linognathus nesotragi, Wirt Moschusböckchen
- Linognathus nevilli, Wirt Schwarzfersenantilope
- Linognathus oryx, Wirt Spießbock
- Linognathus ourebiae, Wirt Südliches Oribi
- Linognathus oviformis, Wirt Hornträger
- Linognathus panamensis, Wirte Kap-Großkudu, Senegal-Schirrantilope, Weißwedelhirsch
- Linognathus peleus, Wirt Rehantilope
- Linognathus petasmatus, Wirt Säbelantilope
- Linognathus pithodes, Wirt Hirschziegenantilope
- Linognathus raphiceri, Wirt Steinböckchen
- Linognathus reduncae, Wirt Bergriedbock
- Linognathus saccatus, Wirt Hornträger
- Linognathus sosninae, Wirt Rotfuchs
- Linognathus spicatus, Wirt Streifengnu
- Linognathus taeniotrichus, Wirt Mähnenwolf
- Linognathus taurotragus, Wirte Elenantilope, Kap-Großkudu
- Linognathus tibialis, Wirte Echtgazelle, Damagazelle, Grant-Gazelle, Kropfgazelle, Rotstirngazelle
- Linognathus vulpis, Wirte Rotfuchs, Rüppellfuchs
- Linognathus zumpti, Wirte Kronenducker, Steinböckchen